# Steinerné Török Katalin
Steinerné Török Katalin (Budapest, 1945. július 8. – 2019. június 6.) magyar közgazdász, politikus, Budapest XIX. kerületének polgármestere (2002–2006).

## Életútja
A Kereskedelmi és Vendéglátóipari Főiskola oktatója volt. 1998 és 2002 között Budapest XIX. kerületének az alpolgármestereként tevékenykedett. 2002 és 2006 között a kerület polgármestere volt az MSZP és az SZDSZ támogatásával. 2006-ban már nem indult, helyét Gajda Péter vette át.